# Prvo su došli...
"Prvo su došli..." poznata je izjava i provokativna pjesma koja se pripisuje pastoru Martinu Niemölleru (1892. – 1984.) o tromosti i nereagiranju njemačkih intelektualaca nakon dolaska nacista na vlast te politike "čišćenja" pojedinih društvenih skupina. Postoje određena neslaganja oko točnog teksta i vremena nastanka citata; moguće je da je Niemöller u različitim prigodama različito prezentirao citat.

## Tekst

### Verzija iz 1976.
Verzija teksta prema Zakladi Martin Niemöller dana je u nastavku:
Kada su nacisti došli po komuniste,
 ja sam šutio;
 jer nisam bio komunist.
Kada su zatvorili socijaldemokrate,
 ja sam šutio;
 jer nisam bio socijaldemokrat.
Kada su došli po sindikaliste,
 ja se nisam pobunio;
 jer nisam bio sindikalist.
Kada su došli po mene,
 više nije bilo nikog
 da se pobuni.

### New England Holocaust Memorialu Bostonu
Verzija teksta zapisana na monolitu New England Holocaust Memoriala u Bostonu:
Prvo su došli po komuniste,
 a ja se nisam pobunio
 jer nisam bio komunist.
Zatim su došli po Židove,
 a ja se nisam pobunio
 jer nisam bio Židov.
Zatim su došli po sindikaliste,
 a ja se nisam pobunio
 jer nisam bio sindikalist.
Zatim su došli po katolike,
 a ja se nisam pobunio
 jer sam bio protestant.
Zatim su došli po mene,
 a do tada više nije bilo nikoga
 da se pobuni.